# الکساندرا بورکهارت
الکساندرا بورکهارت (آلمانی: Alexandra Burghardt؛ زادهٔ ۲۸ آوریل ۱۹۹۴) دونده سرعت زن اهل آلمان است.
وی در مسابقات کشوری و بین‌المللی در مجموع برندهٔ ۱ مدال طلا، ۱ مدال نقره، ۲ مدال برنز شده است.